# Alexei Alexejewitsch Borowitin
Alexei Alexejewitsch Borowitin (russisch Алексей Алексеевич Боровитин; * 14. Februar 1954 in Kirow) ist ein ehemaliger sowjetischer Skispringer.

## Werdegang
Sein erstes internationales Turnier bestritt Borowitin bei den Nordischen Skiweltmeisterschaften 1974 im schwedischen Falun. Dabei gewann er auf der Normalschanze hinter Hans-Georg Aschenbach und Dietrich Kampf die Bronzemedaille. Bei der Vierschanzentournee 1974/75 erreichte er in Garmisch-Partenkirchen mit Platz 11 sein bis dahin bestes Ergebnis.
Bei den Olympischen Winterspielen 1976 in Innsbruck erreichte er auf der Normalschanze den 15. und auf der Großschanze den 19. Platz. Zur Skiflug-Weltmeisterschaft 1977 in Vikersund sprang er am Ende auf den 4. Platz und verpasste nur um wenige Meter die Medaillenränge. Zirka einen Monat später siegte er am 13. März 1977 am Holmenkollen vor Thomas Meisinger und Walter Steiner.

Bei den Nordischen Skiweltmeisterschaften 1978 gewann er auf der Normalschanze erneut die Bronzemedaille und musste sich diesmal nur den beiden deutschen Matthias Buse und Henry Glaß geschlagen geben. Im Jahr zuvor hatte er hier auf der 90-m-Schanze bei der so genannten Weltmeisterschaftsgeneralprobe am 27. Februar 1977 vor Walter Steiner und Thomas Meisinger gesiegt.
Am 30. Dezember 1979 startete Borowitin erstmals im Skisprung-Weltcup. Bei seinen ersten beiden Springen in Oberstdorf und Garmisch-Partenkirchen blieb er jedoch weit hinter den Punkterängen zurück. Erst in Innsbruck schaffte er es mit Platz 10 erstmals, Weltcup-Punkte zu gewinnen. Auch in Bischofshofen gewann er mit Platz 15 erneut einen Weltcup-Punkt.
Bei den Olympischen Winterspielen 1980 in Lake Placid stand er erneut im Aufgebot der Sowjetunion und erreichte auf der Normalschanze den 21. und auf der Großschanze den 36. Platz.
Anschließend startete er noch einmal bei der Vierschanzentournee 1980/81, brach diese jedoch nach drei Springen erfolglos ab. Zwei Wochen nach der Tournee konnte er in St. Moritz noch einmal fünf Weltcup-Punkte gewinnen und beendete die Weltcup-Saison 1980/81 auf dem 70. Platz in der Gesamtwertung.

## Erfolge

### Weltcup-Platzierungen
| Saison  | Platz | Punkte |
| ------- | ----- | ------ |
| 1979/80 | 75.   | 08     |
| 1980/81 | 70.   | 05     |